# Protestas en República Dominicana de 2017-2018
Las protestas en República Dominicana de 2017-2018, también conocida como Ola Verde o Revolución Verde, fue un evento realizado el 22 de enero de 2017 en Santo Domingo, República Dominicana, y simultáneamente en otras localidades del interior del país y comunidades dominicanas en el exterior. La marcha fue convocada por un grupo de organizaciones de la sociedad civil exigiendo que todos los involucrados en los escándalos de corrupción sean llevados ante la justicia, principalmente en el Caso Odebrecht que involucra el pago de sobornos a funcionarios de tres gobiernos dominicanos (administraciones de Hipólito Mejía, Leonel Fernández y Danilo Medina) entre 2001 y 2014.
Las protestas fueron en contra de la corrupción y la impunidad. Las protestas también se llevaron a cabo a lo largo de 2018 como continuación de las protestas y manifestaciones que ocurrieron en 2017, y las protestas anticorrupción a nivel nacional se llevaron a cabo de manera pacífica y en gran parte convocadas por la oposición y organizaciones civiles activistas.